# NU茶屋町プラス

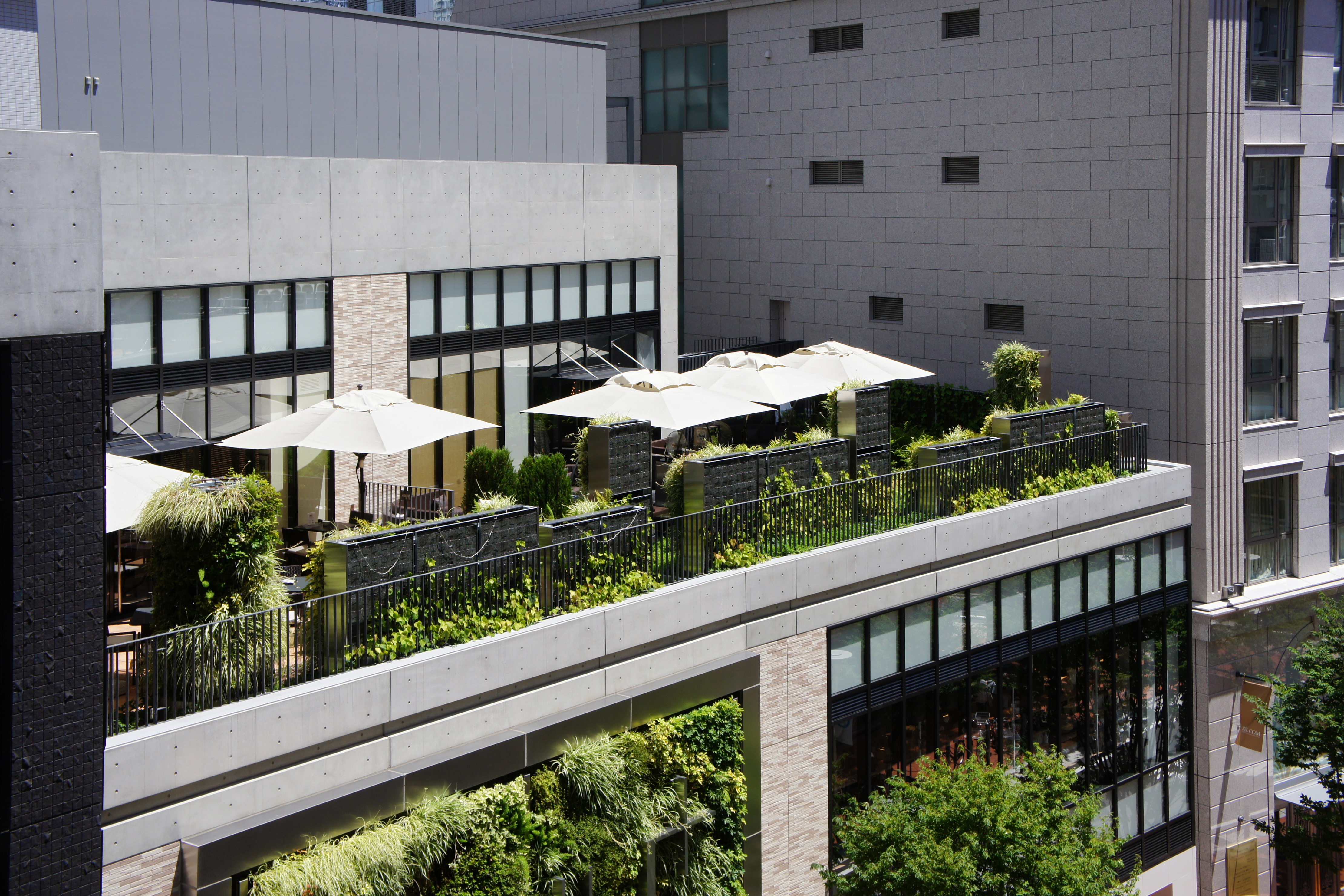
屋上のハワイアンカフェレストラン

NU茶屋町プラス（ヌーちゃやまちプラス、NU chayamachi＋）は、阪急電鉄が経営するファッションビルのひとつ。大阪府大阪市北区茶屋町（梅田地区）の通称「阪急村」と呼ばれる地域に所在する。

## 概要
『茶屋町東地区第一種市街地再開発事業』として1998年3月に都市計画が決定し、2008年12月に建設が開始され、2011年3月に竣工した「茶屋町東地区再開発タワー棟」（ジオ グランデ梅田 茶屋町レジデンス）の最下層に設置された商業施設として2011年4月29日にオープン。
物販と飲食の専門店23店舗が入居し、先に開業した「NU chayamachi」と、茶屋町エリアに新たな魅力を「プラス」する施設であるようにとの、願いを込めて、「NU chayamachiプラス」と名づけられた。

### 沿革
- 2011年4月29日 - NU茶屋町の向かい側にNU茶屋町プラスがオープン。
- 2015年 - 第35回大阪都市景観建築賞で「緑化賞」を受賞する[2]。

## 主なテナント
- スターバックスコーヒー
- Lee
- スタンダードブックストア

## 脚註
1. ↑  大阪市市政　茶屋町東地区第一種市街地再開発事業
2. ↑  “大阪まちなみ賞 受賞作品”.   大阪都市景観建築賞. 2016年9月14日閲覧。